# Бюлли-ле-Мин (кантон)
Бюлли-ле-Мин (фр. Bully-les-Mines) — кантон во Франции, находится в регионе О-де-Франс, департамент Па-де-Кале. Входит в состав округа Ланс.

## История
До 2015 года в состав кантона входили коммуны:
- Бюлли-ле-Мин
- Мазенгарб

В результате реформы 2015 года  состав кантона был изменен - в него вошли упраздненный кантон Сен-ан-Гоэль, коммуна Ангр и четыре коммуны упраздненного кантона Вими.

## Состав кантона с 22 марта 2015 года
В состав кантона входят коммуны (население по данным Национального института статистики за 2018 г.):
- Аблен-Сен-Назер (1 824 чел.)
- Ангр (4 613 чел.)
- Бувиньи-Буайефль (2 379 чел.)
- Бюлли-ле-Мин (12 117 чел.)
- Виллер-о-Буа (583 чел.)
- Гуи-Сервен (344 чел.)
- Каранси (765 чел.)
- Мазенгарб (8 036 чел.)
- Сен-ан-Гоэль (6 077 чел.)
- Сервен (1 106 чел.)
- Суше (2 545 чел.)
- Экс-Нулет (3 915 чел.)

## Политика
На президентских выборах 2022 г. жители кантона отдали в 1-м туре Марин Ле Пен 43,5 % голосов против 22,0 % у Эмманюэля Макрона и 15,2 % у Жана-Люка Меланшона; во 2-м туре в кантоне победила Ле Пен, получившая 61,6 % голосов. (2017 год. 1 тур: Марин Ле Пен – 38,6 %, Жан-Люк Меланшон – 20,4%, Эмманюэль Макрон – 16,9 %,  Франсуа Фийон – 10,5 %; 2 тур: Ле Пен – 56,6 %. 2012 год. 1 тур: Франсуа Олланд — 31,1 %, Марин Ле Пен — 27,4 %, Николя Саркози — 17,8 %; 2 тур: Олланд — 60,4 %).
С 2021 года кантон в Совете департамента Па-де-Кале представляют вице-мэр коммуны Ангр Анук Бретон (Anouck Breton) (Коммунистическая партия) и мэр города Бюлли-ле-Мин Франсуа Лемер (François Lemaire) (Социалистическая партия).
|                | Кандидаты                      | Партия                   | Первый тур | Первый тур     | Второй тур | Второй тур |
| Кол-во голосов | Кандидаты                      | Партия                   | % голосов  | Кол-во голосов | % голосов  |            |
| -------------- | ------------------------------ | ------------------------ | ---------- | -------------- | ---------- | ---------- |
|                | Анук Бретон Франсуа Лемер      | Левый блок               | 4 495      | 42,06          | 6 518      | 62,87      |
|                | Жимми Делестьен Каролин Мелони | Национальное объединение | 3 359      | 31,43          | 3 849      | 37,13      |
|                | Александра Порте Лоран Пуассан | Разные левые             | 2 834      | 26,52          |            |            |

|                | Кандидаты                       | Партия                      | Первый тур | Первый тур     | Второй тур | Второй тур |
| Кол-во голосов | Кандидаты                       | Партия                      | % голосов  | Кол-во голосов | % голосов  |            |
| -------------- | ------------------------------- | --------------------------- | ---------- | -------------- | ---------- | ---------- |
|                | Николь Грюзон Ален Лефевр       | Социалистическая партия     | 4 365      | 27,28          | 7 681      | 51,33      |
|                | Жоэль Жерве Кристоф Удар        | Национальный фронт          | 6 107      | 38,16          | 7 282      | 48,67      |
|                | Долорес Наглик Несредин Рамдани | Правый блок                 | 2 307      | 14,42          |            |            |
|                | Морис Визё Марис Рожер Купен    | Левый фронт                 | 2 242      | 14,01          |            |            |
|                | Давид Линьи Одри Тери           | Европа Экология — «Зелёные» | 981        | 6,13           |            |            |

|  | Кандидат       | Партия                    | % голосов |
|  | -------------- | ------------------------- | --------- |
|  | Мишель Ванкай  | Социалистическая партия   | 53,76     |
|  | Жанин Дюкен    | Союз за народное движение | 12,38     |
|  | Жак Корбе      | Зеленые                   | 11,44     |
|  | Лоран Брис     | Национальный фронт        | 9,68      |
|  | Жаклин Лашерей | Коммунистическая партия   | 7,70      |
|  | Мишель Факон   | Разные левые              | 5,03      |